# Société fraternelle des patriotes de l'un et l'autre sexe
La Société Fraternelle des Patriotes de l'un et l'autre sexe, Défenseurs de la Constitution var en politisk klubb i Frankrike under franska revolutionen. Den var nära associerad med jakobinerna. Klubbens mål var att sprida revolutionens idéer i samhället genom allmän utbildning av de nya idealen. Den grundades i oktober 1790 och var unik då den grundades eftersom den tillät både män och kvinnor som medlemmar. Den är också känd för att den förespråkade och stödde kvinnors rättigheter och jämlikhet mellan könen. 